# Vrede van Atrecht (1414)
De Vrede van Atrecht werd op 4 september 1414 gesloten tussen de Bourguignons, aan het hoofd waarvan de Bourgondische hertog Jan zonder Vrees stond, en de Armagnacs.
In het vredesverdrag werd besloten de wederzijdse vijandelijkheden te beëindigen. Het verdrag bevestigde voor beide partijen de naleving van de bepalingen van het Verdrag van Chartres uit het jaar 1409. Het nieuwe verdrag veroorzaakte slechts een tijdelijke rust in de burgeroorlog tussen Armagnacs en Bourguignons.